# 資産性ミリオンアーサー
『資産性ミリオンアーサー』（しさんせいミリオンアーサー、SHI-SAN-SEI Million Arthur）はスクウェア・エニックスによる、「ミリオンアーサーシリーズ」のIPを用いたNFTコンテンツ。
内容は「NFTデジタルシール」と称した、ちょぼらうにょぽみの漫画作品『弱酸性ミリオンアーサー』の世界観や登場するキャラクターを元にしたシールコレクションとそのカスタマイズコンテンツとなっている。

## 沿革
2021年
- 3月17日 - double jump.tokyoとの協業プロジェクトとして、2021年夏の販売を発表。
- 6月9日 - ティザーサイトが公開され、サービスの基盤チェーンとしてLINE TECH PLUS社が提供するLINEブロックチェーンの採用を発表。
- 10月5日 - 資産性ミリオンアーサー公式サイトの公開とともに、デジタルシール第一弾の販売を発表。
- 10月14日 - デジタルシールの販売を開始。

2022年
- 3月23日 - LINE Xenesis株式会社(旧LVC社)が提供していた「LINE NFT」戦略発表会において、『資産性ミリオンアーサー』2ndシーズン制作およびサービス内に統合する予定のゲームコンテンツの開発を発表。

2023年
- 4月20日 - サービス内にゲームコンテンツ「シール研究所」をリリース。

2024年
- 5月31日 - シール研究所のサービスを終了。
- 10月15日 - 同日13時59分をもってサービスを終了。
- 12月26日 - サービス終了後のNFTを活用した実証実験について発表。

2025年
- 3月3日 - 新機能「ギアプレス」および「GP」を活用した取り組みの第一弾を発表。
- 3月13日 - コラボイベント第二弾を発表。
- 6月30日 - DOSIプラットフォームのサービス終了（12月30日）が告知。

## デジタルシール通常弾
第一弾「-資産王、君臨-」
2021年10月14日発売
キャラクターシール10種、４コママンガシール20種
第二弾「-邪神、暴走-」
2021年11月25日発売
キャラクターシール10種、４コママンガシール20種
第三弾「-盗賊王の埋蔵金-」
2021年12月23日発売
キャラクターシール10種、４コママンガシール20種
第四弾「-キャメロットの奇跡-」
2022年7月28日発売
数種類のフレーズから選んでプレスすることが出来るフレーズシールが新登場。
期間中に公式サイトへアクセスした人、および第四弾のシールを購入した人の中から抽選で、限定フレーズシールが当たるキャンペーン「暑い夏の贈り物！エルからの暑中お見舞いキャンペーン！」も開催。
キャラクターシール10種、4コママンガシール8種、フレーズシール12種
第五弾「-閣下と秘密の神殿-」
2022年11月17日発売、11月14日優先販売
第一弾〜第四弾および「-ブリ10(テン)アニバーサリーコレクション-」のコンプリート保有者に100名の優先販売枠を設け、100名に満たなかった人数分の残り枠としてミリオンアーサー10周年に合わせて実施された謎解き企画の正答順の上位者から選出し、優先販売が行われた。セット購入割引がついたスターターパックも新登場。
キャラクターシール10種、4コママンガシール8種、フレーズシール12種
第六弾「-月を狙う死神と蘇りし王-」
2023年4月13日発売
資産性ミリオンアーサーのゲームコンテンツ「シール研究所」リリースに合わせた販売のため、優先販売は実施なし。ゲーム内で手に入るアクションギアシールで動くシールのカスタマイズに対応しているシールを詰め合わせたモーションパックも新登場。
キャラクターシール10種、4コママンガシール8種、フレーズシール12種
第七弾「-ブリテン夏☆フェスティバル-」
2023年8月1日発売、7月28日優先販売
キャラクターシール10種、4コママンガシール8種、フレーズシール12種
第八弾「-最強の矛と最終の盾-」
2023年12月25日発売、12月21日優先販売
キャラクターシール10種、フレーズシール12種

## デジタルシール特別弾
「-ブリ10(テン)アニバーサリーコレクション-」
2022年10月14日発売、10月11日優先販売
優先販売は第一弾〜第四弾シールのコンプリート所有者の中からＯＭＪポイント保有上位100名を選出して行われた。
メモリアルシール全11種
「2周年記念」
2023年10月23日発売、10月19日優先販売
メモリアルシール全11種、キャラクターシール4種、4コママンガシール4種

## その他特別弾
お年玉付き資産性みくじ2023
2022年12月26日発売
正月仕様のミリオンアーサーキャラが描かれた5種類のおみくじ付きシール。
1等当選者にはOZKでの優先質問権が与えられた。
お年玉付き資産性みくじ2024
第八弾「-最強の矛と最終の盾-」のシールを15000円以上購入するとランダムで1枚配布された。
正月仕様のミリオンアーサーキャラが描かれた5種類のおみくじ付きシール。
当選者にはゴットフリートの限定キャラクターシールやエターナルフレイムのプロフィールNFT、正月限定ギアシールなどがそれぞれ配布された。

## スタッフ
株式会社スクウェア・エニックス
- プロデューサー - 畑圭輔、渡辺優
- ゲームディレクター - 吉目木淳司→大室裕也(シーズン3〜)
- テクニカルディレクター - 野島貴英
- マーケティングディレクター - 岩井啓晃
- マーケティング - 西川采希[注 4]
- 第四開発事業本部 - 木暮隆夫、中倉岳大[注 5]、村上奈穂子、河村雄大
- キャラクターデザイン、ストーリー監修 - ちょぼらうにょぽみ
- カウントダウンイラストデザイン - 篠田まめ
- デザイナー - 吉目木優艶
- コーディネーター(QA) - 森宏樹、高岡純平、Naoto Yamamoto、Yuki Onishi(株式会社SHIFT)
- テクニカルエンジニア(QA) - 竹原豊和、河野慶伍、岡田和也、武田圭司、Akira Shota
- チーフコーディネーター(QA) - 貫井英幸
- レーティングアドバイザー(QA) - 寺田恵、近藤玲子
- マネージャー(QA) - 竹内敦
- ジェネラルマネージャー(QA) - 渋谷幸弘
- 執行役員 - 佐藤英昭
- マネージャー - 中田康敬、岡邦彦
- エンジニア - 野島貴英、片柳勇人、Risa Takai、喜多川祐希、小池亮平、清水雄一郎、大塚義雅、関根元輝
- 音楽 - 水田直志
- サウンドデザイナー - 碓井淳之介
- Special Thanks - 宮永英典
- プロジェクトマネージャー(Sound) - 小林光、軽部志保子

資産性ミリオンアーサー特別弾キャラクターデザイン
- 牛木義隆(盗賊アーサー、二刀アーサー、居合アーサー)
- 閏月戈(コンスタンティン)
- osa(モーガン)
- CUTEG(スカアハ、トール)
- きんぎん(エニード、エルフィン)
- 柴乃櫂人(傭兵アーサー、ペリドッド)
- しょういん(アーサー 魔法の派、交響モードレッド)
- ちょぼらうにょぽみ(10周年、2周年)
- 凪良(オイフェ)
- NIL(団長アーサー)
- フルーツパンチ(姫憂型 輝夜)
- まろ(富豪アーサー)
- やみや(ドモヴォーイ)
- るろお(ファルサリア、ベイリン)

開発協力
double jump.tokyo株式会社
- NFTPLUS[21]事業責任者 - 松谷幸紀
- ゲームディレクター - 坂本康朗
- リードエンジニア - 満足亮、Daiki Yamasaki
- デザイナー - Otoya Sakuma
- カスタマーサポート - 多田亮介

株式会社ScopeNext
- エンジニア - Yugo Otake、Masato Takeuchi
- プランナー - Ryosei Akutagawa、佐々木英介

株式会社テクロス
- ディレクター - 加藤将彰
- プランナー - 向井瑞歩、Ryosuke Nishi
- グラフィッカー - 中山龍羽、Sasuke

株式会社ムーンショット
- エンジニア - 高橋北斗、森勇治、Satoshi Sasaki、Rina Yokota

合同会社エーテルシード
- エンジニア - 谷岡武

オートクチュール株式会社
- アカウントプランナー - 中村晋矢
- アートディレクター - 安野雅也、宮崎望、Gamerdes、菅野耕太
- イラストレーター - 岡﨑はるか、Anna Hashimoto、Kanae Kitamura、YUKATA
- 2Dアニメーター - Hoon、BeBe-Lion、HongBeen Han

アニメーション制作
株式会社R&D Bridge

## サービスコンセプト
アナログに限りなく近いコレクション体験
シールを集めてホルダーに入れたりコレクションする体験をデジタル上で。
業界用語やブロックチェーンを意識せずにユーザー側がサービスを利用出来る
例)ミント→プレスやオープン、ステーキング→ホルダーに貼ってＯＭＪポイントを貯める。
通常プレスまたはメガプレスによるNFTギアシールの消費(バーン)などでNFTの所有情報の移動がチェーン上に書き込まれる際のタイムラグをアニメーションを流すことによって感じさせないようにしている。
LINEブロックチェーンによるUXの改善
ユーザー側はGAS代無料であったため、NFTの購入やユーザー間のNFT送付・交換が気軽に可能であった。(パブリックチェーン完全移行前、DOSI統合前のみ)
ウォレットの作成や秘密鍵管理などはLINE(事業者)側で行われるため、サービスに登録するだけで手軽にNFTの購入および保有が可能。

## プレイサイクル
NFTデジタルシールとしての資産性ミリオンアーサー
①公式サイトまたは二次流通マーケットからシールを購入
⇩
②購入したシールをプレスまたはオープン
⇩
③シールをホルダーに貼ってＯＭＪポイントを貯める
⇩
④貯まったＯＭＪでサイプレスまたはシール研究所をプレイ
ブロックチェーンゲーム(BCG)としての資産性ミリオンアーサー(シール研究所)
①MCを消費して社員をレベルアップ、社員を冒険に出して自動進行するダンジョンを攻略して寿司を入手
⇩
②工場で社員を働かせて寿司からパンツを生産
⇩
③池にパンツを投入し、様々なギアシールを製造
⇩
④不要なギアシールをゲーム内で売却してMCを獲得→①に戻る
⇩
⑤入手したギアシールをNFTタグでNFT化
⇩
⑥NFT化したギアシールを組み合わせてキャラクターシールをカスタマイズ

## 用語集(サービス全般)
NFT
画像や動画オブジェクトそのものではなく、それらに紐付いてブロックチェーン上に記録された所有者情報など様々なデータを含んでいるトークンのこと。一般にNFTアートと呼ばれているものはNFT(トークン)にアートが付属している、NFT＋アートの状態。
オープン
購入した4コマシールの素体を未開封から開封済みの状態にすること。
ＯＭＪ(オーエムジェー、おまんじゅう)ポイント
シールを一定期間ホルダーに貼り続けることで貯めることが出来るポイント。
OZK
オッペラスッチョンざっくり会議、通称オーザック。旧Twitterスペースで行われた音声だけの生放送。確定情報ではないちょっとした雑談的なものはプチOZKと呼ばれる。
GAS(ガス)代
ブロックチェーンにNFTの所有者情報などを書き込む際の手数料。
ギアプレス
サービス終了後のNFT(ギアシール)をバーン(焼却)し、GP(Gear Point)に変換出来る機能。
金のスーパーエル
「ブリ10アニバーサリーコレクション」のメモリアルシールを7種類以上所持し、かつ7種類全てをホルダーに貼り、自分の名前を刻印した人だけが貰えた特別なシール。
金の工場長スカアハ
「2周年記念」のメモリアルシールを7種類以上所持し、かつ7種類全てをホルダーに貼り、自分の名前を刻印した人だけが貰えた特別なシール。
資産性ミリアサ爆誕NFT
資産性ミリオンアーサーLINE公式アカウントを友だち登録すると貰えたプロモーション用限定NFTシール。「虹」「金」「銀」のうち1種類が3枚貰えた。
サイプレス
ＯＭＪを最大まで貯めたシールのデザインを一度だけ変更して再プレス出来る機能。キャラの色を2Pカラーのような色違いの見た目にしたり、４コマやフレーズシールの場合、セリフやフレーズが変化する。
ししゃもグミまつり
ＳＭＧポイントを貯めることで限定シールを入手することが出来るイベント。
招待キャンペーン
招待した相手が招待コードを入力し、指定された条件を相手が達成すると限定フレーズシールが入手出来たキャンペーン。
DOSI(ドシ)
LINE Xenesis株式会社(旧LVC社)が提供していた「LINE NFT」と「DOSI Wallet」を統合し、2024年1月にリニューアルされ、LINE NEXT社が提供するマーケットプレイスとウォレット一体型のグローバルNFTプラットフォーム。
DOSI Wallet(ドシウォレット)
ユーザーが所持しているNFTや暗号資産(FT)を安全に管理するためのツール。2023年3月2日にLINE BITMAX WalletからDOSI Walletに統合。
プレス
購入したキャラクターシールの素体と背景やフレームを組み合わせてユーザー自身でオリジナルのシールを自由に作成する機能。乖離性ミリオンアーサーの拠点BGMの8bit音源バージョンと工場長スカアハのプレスアニメーションが流れる。
プロフィールNFT
シールの購入特典やコラボキャラクターの雇用特典、パンツチャレンジ報酬などで入手出来たLINEやDOSIのプロフィールアイコンに設定可能なNFT。
ホルダー
購入したシールを貼り付けるコレクションファイルのような機能。ホルダーに貼ってから24時間が経過するとシールのＯＭＪが1ポイント増える。
よろず屋
常設キャラクターシール「騎士ランスロット」が購入可能なショップ。1人3枚まで購入可能。
LINE NFT
資産性ミリオンアーサーに対応していた旧マーケットプレイス。2022年4月13日にNFTマーケットβから「LINE NFT」にリニューアルされ、2024年1月にはグローバル版プラットフォーム「DOSI(ドシ)」に統合された。
LINEブロックチェーン
資産性ミリオンアーサーの基盤チェーンに採用されたブロックチェーン。プライベートチェーンのためGAS(ガス)代が無料であった。2022年12月23日から「Finschia(フィンシア)」に移行。2024年8月29日に韓国の株式会社カカオの子会社Ground Xが開発するKlaytn(クレイトン)と統合し、アジアNo.1目指すKaia(カイア)という統合チェーンになった。
LINE Blockchain Explorer
トランザクションの内訳やブロック生成の現状を外部から検索し、誰でも閲覧可能にするためにLINE側から提供されていたブロックチェーン用のエクスプローラー。不正行為の調査や不正な取引の検出にも役立つ。
ラスボスエル
公演型リアル謎解きゲームのチケット購入特典で入手出来た限定キャラクターシール。
LINK、LN(リンク)
LINEブロックチェーンを基盤としたサービス上で使用されていた暗号資産と旧単位。Finschia(フィンシア)移行時にはFNSA、Kaia(カイア)統合時にはKAIAへと名称が変更された。

## 用語集(ゲーム内)
NFTタグ
未NFT化ギアシールをNFT化するゲーム内アイテム。ギアシールのレアリティに対応した★1〜3NFTタグ、★4NFTタグ、★5NFTタグの3種類がある。
MC
社員の雇用やゲーム内の機能解放、他のアイテムとの交換などに使用するアイテム。
MCショップ
ゲーム内で手に入れたMCを様々な種類のアイテムと交換出来る。
オープンテスト
「シール研究所」のリリース前に行われた先行プレイテスト。2022年12月12日14時から12月14日17時59分まで各種機能を限定した形で3日間行われた。
お試しメガプレス(試着)
所有していないギアシールやキャラシールでデザインを試してプレビュー出来る機能。
お茶
工場1つのパンツ生産量を30分間だけ1.2倍に増加するアイテム。
ガリ
社員のレベルを初期値に戻してレベルアップ時に消費したMCを全回収出来るゲーム内アイテム。
ギアシール図鑑
今までに獲得した入手済みギアシールを確認出来る。
きょうのはいきゅう
シール研究所でのログインボーナス。工場長レベルに応じて貰えるアイテムの量が豪華になる。
クリスタル
★5NFTタグやシーズンパス、FISHINGパスなど有償アイテムを購入するためのゲーム内通貨。
工場
工場マップ上の３エリア(パンツ畑、かぶとむし工場、ししゃも祭)で社員を働かせ、冒険で入手した寿司からパンツを生産する機能。
工場スキル
社員を工場に配置した時に発揮される特殊なスキル。
工場長レベル
所持ＯＭＪポイントの合計値を毎日ログイン時に1回ずつ獲得出来る経験値として上がるレベル。レベルによってログインボーナスで貰えるアイテムの量が豪華になる。
ゴージャスMCショップβ
MCが大量に余ってしまうユーザー向けに実装された豪華版MCショップ。
シーズン制
シール研究所にて採用されていた３ヶ月を１シーズンとしたゲームシステム。
社員(キャラクター)
MCを消費して雇用することで工場マップ上や冒険に出せるようになるゲーム内キャラクター。
製造
工場マップ上で生産したパンツを任意の数(最低1000)池に投入し、ギアシールをランダムで製造する機能。投入するパンツの比率により確率が変動。大納言エルのアニメーションが再生される。
ダンジョン
ワールドマップ上にある3つのダンジョン。3つの属性(剣術、技巧、魔法)の他、コラボイベント開催時のみ挑戦可能なコラボダンジョンがある。
釣り堀
工場マップ上で一定時間経過するごとに団長アーサーがモンエルを釣り上げる機能。MCを消費して釣り具やボックスのレベルをアップさせることで釣り上げるモンエルの生産量や保有上限を増やすことが出来る。
展示場
メガプレス機能によりカスタマイズしたシールを公開展示可能な場所。通常プレスやサイプレス機能によりカスタマイズしたシールは展示不可。
透明アーサー
キャラの絵と名前が表示されない特殊なシール。ギアシールのみでアート作品を作れるお絵描きキャンバスのようなシール。
ハートポイント
展示場に展示されているシールにハートをつけることで獲得出来る。一定数貯めることでハートショップ内のアイテムと交換出来る。
パンツチャレンジ
ゲーム内でのパンツ生産枚数が一定数以上到達するとプロフィールNFTが貰えるチャレンジ。
FISHINGパス
モンエルの生産量とボックスの保有上限が2倍になるシーズンパス。
PREMIUMパス
メガプレスミッションで獲得出来る報酬が豪華になるシーズンパス。
冒険
社員を最大3人まで選び、自動進行するダンジョンを攻略することで寿司を入手可能。再生されるアニメ中で倒されてるのは各ダンジョンの属性色のチアリー。
冒険スキル
社員を冒険に派遣した時に発揮される特殊なスキル。
ミナプレス
ユーザー全員参加型のイベント。期間中にメガプレスで消費されたギアシールの合計が一定数に達するごとに４コマシールが獲得出来る。
メガししゃもグミまつり
ＳＭＧポイントを貯めることで限定シールを入手することが出来るゲーム内イベント。
メガプレス
購入したキャラクターシールにNFTギアシールを最大5つ組み合わせ、新しいデザインのシール(メガシール)を作ることが出来る機能。通常ギア4枠、アクションまたはモーションギア1枠まで。プレスやサイプレス時に設定したフレームや背景のデザインは失われる。
モンエル
工場マップ上の釣り堀で一定時間経過するごとに入手出来るエナジードリンクのような見た目のアイテム。冒険に出した社員の待機時間を1個につき30分間短縮することが出来る。

## ギアシールの種類
ホログラムシール(EFFECT)
レアリティ★5のギアシールで、光るホログラム加工を施したシールが作れる。
キャラアクションシール(CHARA ACTION)
レアリティ★5または★4のギアシールで、キャラクターシールと組み合わせてキャラクターが動くシールが作れる。
モーションシール(MOTION)
レアリティ★4のギアシールで、キャラクターが回転したり、ふわふわと浮いたり、ぴょんぴょん跳ねたりするシールが作れる。
天候シール(WEATHER)
レアリティ★4のギアシールで、チョコやパンツ、雪を降らせたり、キラキラと輝く星、隙間風、流れる雲、花火などのエフェクトを付けたりすることが出来る。
遠景シール(BACK)
シールの背景として設定出来るシール。
中景シール(MIDDLE)
遠景シールの手前に配置される。
前景シール(FRONT)
中景シールのさらに手前に配置される。
ペットシール(PET)
犬や猫、うさぎ、サンマ、鳥など様々な動物をシールに配置出来る。
スタンプシール(STAMP)
イラストや文字などを好きな場所に貼り付けることが出来る。
エモートシール(EMOTE)
ハートや汗、怒りマークなど感情を表すエフェクトを貼り付けることが出来る。
手書き文字シール(WRITING)
決められた文章を好きな場所に配置出来る。
フレーム変更シール(FRAME)
銀色や金色の枠などを配置出来る。

## イベント配布シール
烏骨鶏
第一回ししゃもグミまつりで10ＳＭＧごとに1枚入手出来た限定キャラクターシール。
ガラハッド、魔獣神ファルサリア
第二回ししゃもグミまつり前半、後半で10ＳＭＧごとに1枚入手出来た限定キャラクターシール。
ＤＪエル
第三回ししゃもグミまつりで10ＳＭＧごとに1枚入手出来た限定キャラクターシール。
リトルグレイ
第四回ししゃもグミまつりで10ＳＭＧごとに1枚入手出来た限定キャラクターシール。
妖精合体★閣下アーサー
第五回ししゃもグミまつりで10ＳＭＧごとに1枚入手出来た限定キャラクターシール。
テストエル
シール研究所のリリース前に行われたオープンテスト参加者全員に配布されたメガプレスの体験テスト用の限定キャラクターシール。またテスト時のアンケートに答えることで後日追加でもう1枚入手出来た。
工場長スカアハ
シール研究所に最初にログインした時にユーザー全員に1枚配布された限定キャラクターシール。
メガししゃもグミ〜コーラ味〜
ゲーム内イベント「メガししゃもグミまつり」開催中にシール研究所に最初にログインした時に配布された限定キャラクターシール。
フェイ＆カブト＋キャラアクションギアシール
ゲーム内イベント「メガししゃもグミまつり」開催中にＳＭＧポイントを貯めることで入手可能だった限定キャラクターシール。116ＳＭＧでキャラシール1枚と★4のキャラアクションギアシールのセット、232ＳＭＧでキャラシール2枚目と★5のキャラアクションギアシールのセットをそれぞれ入手出来た。
浮世エル
歌舞伎コラボ期間中にシール研究所にログインすると配布された限定キャラクターシール。またアンケートに答えることで後日追加でもう1枚入手出来た。
カウントダウン記念特別NFT
ゲームリリース記念特設サイトで公開された篠田まめ先生描き下ろしカウントダウンイラストをNFTシールにしたもの(全10種)。当初はシール研究所シーズン2の開始に合わせた、数量限定先着順(最大発行枚数3000)のフリーミントキャンペーンで配布される予定だったが、アクセス過多によるサイト不具合のため、後日期間中にログインしたユーザー全員に配布されるログインキャンペーンに変更された。
妖精エレナ
「シール研究所」シーズン2のゴージャスMCショップβで入手出来た限定キャラクターシール。
暗黒コーヒー①〜④
「シール研究所」シーズン2のミナプレスイベントで参加者全員が獲得出来た４コマシール。
ロウエナ
「シール研究所」シーズン3のゴージャスMCショップで入手出来た限定キャラクターシール。
魔法の鑑①〜④
「シール研究所」シーズン3のミナプレスイベントで参加者全員が獲得出来た４コマシール。
探偵スカアハ
LINEのトーク機能を活用した、LINE謎解きゲーム「オッペラスッチョンコーポレーションの企業秘密を調査せよ」のクリア者に配布された限定キャラクターシール。
資産性MA1周年記念ギアシール
資産性1周年の謎解き正解者に報酬として配布された限定ギアシール。「謎解きチャレンジャーⅠ」の実績を持っていてシーズン1終了までにゲームにログインすると入手出来た。
TGS記念ギアシール
東京ゲームショウ2023出展を記念して配布された7種×3枚ずつの限定ギアシールのセット。
資産性MA2周年記念ギアシール
資産性2周年の謎解き正解者に報酬として配布された限定ギアシール。隠されたエクストラ謎解きをクリアすると色違いの記念ギアシールも入手出来た。
ギアシール剥がし用ギアシール
「シール研究所」シーズン3のゴージャスMCショップで入手出来た限定ギアシール。ギアシールは上書きをすることでしか変更出来なかったため、アクションやモーション枠を空にして動かない状態のシールに戻すことが出来るようになった。
プロフィールNFT(パンツチャレンジ)
「シール研究所」各シーズンごとのチャレンジ報酬「パンツチャレンジ交換券」で交換することが出来た限定のプロフィールNFT。

## リアルイベント
東京ゲームショウ(2022年9月17日)
資産性ミリオンアーサー公式イベントTGS2022出張版
開発中のゲーム画面が公開。資産性ミリアサTシャツ争奪じゃんけん大会などが行われた。
第一回オフラインイベント(2023年6月22日)
参加者は抽選による招待制で行われた資産性ミリオンアーサーの開発・運営陣とユーザーの交流イベント。
「シール研究所」シーズン2のチラ見せ情報や歌舞伎コラボなどの新情報の発表が行われた。
SQUARE ENIX GameX Community Party Vol.1(2023年10月20日)
参加者は抽選による招待制。NFTプロジェクト「SYMBIOGENESIS」「資産性ミリオンアーサー」の合同イベント。アップデート情報やロードマップの発表、関係者によるトークセッション、開発・運営陣とホルダー同士の交流を目的に開催された。
「オッペラスッチョンコーポレーションからの脱出」〜非合法パンツを処分せよ〜(2024年3月16日、3月17日)
株式会社ハレガケ(NAZO×NAZO劇団)が企画・制作を担当した公演型リアル謎解きゲーム。
LINEのトーク機能を活用した、LINE謎解きゲーム「オッペラスッチョンコーポレーションの企業秘密を調査せよ」も実施された。

## 公式生放送
スクエニの創りかた(2022年3月17日)
MC：安元洋貴(声優)
出演：畑圭輔
資産性ミリオンアーサーゲームリリース発表会(2023年4月6日)
出演：畑圭輔、渡辺優、吉目木淳司
MC：坂本康朗(double jump.tokyo)
歌舞伎コラボ開催記念生配信(2023年6月26日)
出演：畑圭輔、渡辺優
ゲスト：楠瀬史修、京井勇樹(松竹株式会社)
資産性ミリオンアーサーシーズン２最新情報発表会(2023年7月20日)
出演：畑圭輔、渡辺優、吉目木淳司
MC：坂本康朗
資産性ミリオンアーサーシーズン３最新情報発表会(2023年11月16日)
出演：畑圭輔、渡辺優、坂本康朗
MC：岩井啓晃

## YouTubeライブ
Non Fungible Tokyo 2021(2021年6月10日)
ゲームIPとNFTが変える未来とは
畑圭輔(スクウェア・エニックス)、松谷幸紀(double jump.tokyo)
Blockchain EXE TV(2021年11月25日)
資産性ミリオンアーサーで伝えたい5つのこと
〜プロデュース編〜
畑圭輔(スクウェア・エニックス)
資産性ミリオンアーサーを作ってわかった5つのこと
〜開発編〜
松谷幸紀(double jump.tokyo)
Non Fungible Tokyo 2022(2022年7月11日) 
既存大手ゲーム会社がどうブロックチェーンゲームに参入するか？
畑圭輔(スクウェア・エニックス)、松谷幸紀(double jump.tokyo)

## 地上波放送
スマホ情報バラエティ番組「ええじゃないか！！」(2021年8月8日放送回)
TOKYOMX(隔週日曜25:35～)
MC：大坪直哉
出演：柴田英嗣(アンタッチャブル)、矢口真里、ぺえ他
ゲスト：松谷幸紀(double jump.tokyo)
サンデーステーション(2021年11月21日放送回)
証明書が世界を変える！？新技術NFTがもたらす未来
ナレーション：種﨑敦美(声優)

## コラボレーション
歌舞伎コラボ
松竹株式会社監修による、歌舞伎の様々な登場人物をモチーフにしたミリオンアーサーキャラのコラボ限定シール「巴エル御前」「石川ーサー五右衛門」「坂田ガウェイン時」の他４コマシールの販売およびゲーム内コラボイベント。
あいまいみーコラボ
ちょぼらうにょぽみの４コマ漫画「あいまいみー」の世界を再現するミリオンアーサーキャラのコラボ限定シールの他４コマシールの販売およびゲーム内コラボイベント。
ユニスタREコラボ
ブロックチェーンゲーム『UNIVERSAL STALLION RE』とのコラボイベント。
Wizardry BCコラボ
ブロックチェーンゲーム『Eternal Crypt – Wizardry BC -（エクウィズ）』『Twelve Goblins – Wizardry BC – (TGWiz)』とのコラボイベント。